# Carolyn Shoemaker

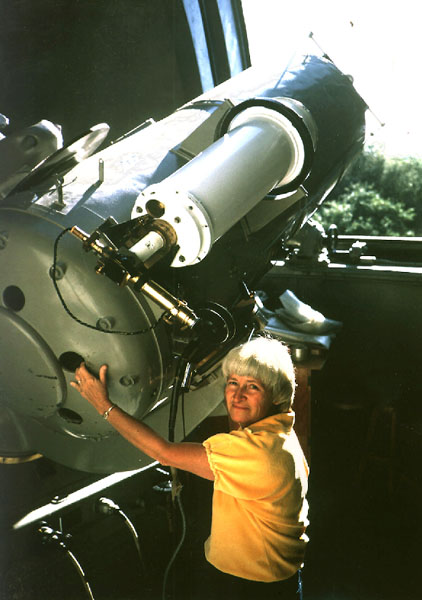
Carolyn Shoemaker am 46-cm-Schmidt-Teleskop des Palomar-Observatoriums (1986)

Carolyn Jean Spellmann Shoemaker (* 24. Juni 1929 in Gallup, New Mexico; † 13. August 2021 in Flagstaff, Arizona) war eine US-amerikanische Astronomin. Shoemaker gehörte zu den Entdeckern des Kometen Shoemaker-Levy 9. Sie entdeckte 32 Kometen und ist damit die erfolgreichste „Kometenjägerin“.

## Berufsweg
Ihre Karriere in der Astronomie begann 1980, als sie gemeinsam mit ihrem Mann, dem Geologen, Impaktforscher und Astronomen Eugene Shoemaker und mit David H. Levy am Palomar-Observatorium nach Asteroiden und Kometen suchte, die die Umlaufbahn der Erde kreuzen. Sie benutzte ein Stereoskop, um Filme, die mit dem 46-cm-Schmidt-Teleskop belichtet wurden, nach Objekten zu untersuchen, die sich vor dem Hintergrund der Fixsterne bewegten. Ihren ersten Kometen fand sie im Jahre 1983. Das Suchprogramm wurde 1997, nach dem Tod von Eugene Shoemaker, eingestellt.
Bis zum Jahr 2002 wurde Carolyn Shoemaker die Entdeckung von insgesamt 32 Kometen und mehr als 800 Asteroiden zugeschrieben. Von der Northern Arizona University in Flagstaff sowie von der Saint Mary’s University Halifax erhielt sie jeweils einen Ehrendoktor und 1996 die Exceptional Scientific Achievement Medal von der NASA. 
1991 wurde der Asteroid (4446) Carolyn nach ihr benannt. 1996 wurde sie zudem in die American Academy of Arts and Sciences aufgenommen. Zusammen mit ihrem Mann wurde sie außerdem 1998 mit der James Craig Watson Medal ausgezeichnet.
Carolyn Shoemaker starb am 13. August 2021 im Alter von 92 Jahren.